# Miloš Stamenković
Miloš Stamenković (in serbo Милош Стаменковић?; Belgrado, 1º giugno 1990) è un calciatore serbo, difensore svincolato.

## Carriera
Ha giocato nella prima divisione dei campionati serbo, armeno, ucraino e kazako.